# Bosc Comunal de Campome
El Bosc Comunal de Campome és un bosc de domini públic del terme comunal de Campome, a la comarca del Conflent, de la Catalunya del Nord.
És un bosc petit, de només 35 heectàrees, situat a la zona central - meridional del terme, a la vall del Còrrec del Solà. El seu extrem sud és al límit amb les comunes de Mosset i de Rià i Cirac.
El bosc està sotmès a una explotació gestionada per la comuna de Campome, atès que la propietat del bosc és d'aquest comú. Té el codi identificador de l'ONF (Office National des Forêts) F16217S.